# Claus Bartels
Claus Bartels (* 10. Januar 1936 in Hamburg) ist ein ehemaliger deutscher Leichtathlet, der 1959 Deutscher Meister im 50-km-Gehen war.

## Sportliche Karriere
Claus Bartels begann seine sportliche Laufbahn beim Hamburger SV. Bei den Deutschen Meisterschaften 1957 belegte er über 50 Kilometer den achten Platz in der Einzelwertung. In der Mannschaftswertung gewann er mit Claus Biethan und Emil Griem den Titel. 1958 belegte er den sechsten Platz im 20-km-Gehen. Bei den Deutschen Meisterschaften 1959 erreichte er wie im Vorjahr den sechsten Platz über 20 Kilometer. Zusammen mit Julius Müller und Horst Gerdau siegte er in der Mannschaftswertung. Bei den Meisterschaften über 50 Kilometer siegte Bartels vor Claus Biethan, der mittlerweile für den SV Friedrichsgabe antrat und mit diesem Verein die Mannschaftswertung gewann, der Hamburger SV brachte keine Mannschaft ins Ziel.
Ab 1960 startete Claus Bartels für Eintracht Frankfurt. Bei den Deutschen Meisterschaften 1960 war er Fünfter über 20 Kilometer. Über 50 Kilometer erreichte er den zweiten Platz hinter Claus Biethan. 1961 siegte die Mannschaft von Eintracht Frankfurt in der Mannschaftswertung über 20 Kilometer; als 13. der Einzelwertung gehörte Bartels aber nur zur zweiten Mannschaft, die den sechsten Platz in der Mannschaftswertung erreichte. 1962 erreichte Bartels über 50 Kilometer als Vierter der Einzelwertung das Ziel, in der Mannschaftswertung siegte er zusammen mit Julius Müller und Siegmut Halboth. 1963 belegte er über Kilometer den sechsten Platz in der Einzelwertung. In der Mannschaftswertung gewann er zusammen mit Hannes Koch und Bernhard Nermerich. 1964 gewann er die Mannschaftswertung über 20 Kilometer zusammen mit Julius Müller und Gerd Schuth. Zusammen mit Nermerich, Schuth und Bartels gewannen die Frankfurter auch 1965. 1966 erreichte Bartels über 50 Kilometer den siebten Platz in der Einzelwertung. Zusammen mit Bernhard Nermerich und Horst-Rüdiger Magnor gewann er in der Mannschaftswertung seinen letzten Meistertitel.
Von 1959 bis 1965 trat Claus Bartels bei fünf Wettkämpfen im Nationaltrikot an. Der Versicherungskaufmann war nach seiner aktiven Laufbahn viele Jahre als Leichtathletik-Statistiker für den Hessischen Leichtathletik-Verband tätig.